# Randia calycina
Randia calycina är en måreväxtart som beskrevs av Adelbert von Chamisso. Randia calycina ingår i släktet Randia och familjen måreväxter. Inga underarter finns listade i Catalogue of Life.